# Una bellissima domenica a Creve Coeur
Una bellissima domenica a Creve Coeur (A Lovely Sunday for Creve Coeur) è un atto unico del drammaturgo statunitense Tennessee Williams, portato al debutto a Charleston nel 1978.

## Trama
Nella St Louis degli anni trenta due donne faticano a creare una propria identità e un senso d'indipendenza. Dorothea è un'insegnante di liceo di mezz'età ed illusa, che divide una stanza con Bodey, una donna di buon cuore e un po' dura d'orecchi che cerca disperatamente di accasare il gemello Buddy proprio con la compagna di camera. Ma Dorothea è troppo presa dalla sua fantasia romantica di sposare il preside della sua scuola, T. Ralph Ellis, che l'ha sedotta sul sedile posteriore della sua auto e da cui si è convinta di ricevere una proposta di matrimonio. Nel corso della giornata, le due donne ricevono la visita di Sophie Gluck, un'immigrata tedesca con degli episodi maniaco-depressivi in lutto per la morte dell'amatissima madre, e di Helena, un'amica e collega di Dorothea più ricca ed elegante.
Dorothea ha deciso di lasciare l'appartamento sovraffollato in cui vive con Bodey per trasferirsi da Helena, dove avrà uno spazio più grande ed elegante per intrattenersi con quello che crede essere il suo futuro marito. Quando Helena viene a trovare Dorothea per riscuotere l'assegno dell'affitto del primo mese, l'insegnante ha appena deciso di non unirsi a Bodey e Buddy per il loro picnic domenicale a Creve Cour Park, nella vicina Maryland Heights, dato che si aspetta che Ellis le telefoni a momenti. Ma, a sua insaputa, il preside ha annunciato il suo fidanzamento con un'altra donna proprio quella mattina sul giornale, che Bodey ha gentilmente nascosto per non dare un dolore alla coinquilina. Ma la cinica Helena mostra alla collega l'annuncio, facendo sprofondare Dorothea prima nella disperazione e poi nell'apatia. L'insegnante comunica a Helena di aver cambiato idea e che non si trasferirà più da lei - ora che non le serve più una stanza migliore (e che non si può permettere) da condividere con Ellis - e la collega va su tutte le furie, accusandola di essere culturalmente e socialmente al livello di Buddy e Bodey e quindi non meritevole della sua amicizia. Realizzando che lo scialbo Buddy potrebbe essere la sua ultima speranza di essere amata, Dorothea corre fuori di casa per unirsi ai gemelli prima che prendano il tram per Creve Cour.

## Storia delle rappresentazioni
Tennessee Williams scrisse la pièce nel 1976, come un atto unico da rappresentare a Demolition Downtown, un altro breve dramma pubblicato sull'Esquire nel 1971. Una versione dell'opera, intitolata Molly, fu messa in scena allo Spoleto Arts Festival USA di Charleston nel giugno 1978, diretta da Keith Hack e con Shirley Knight nel ruolo di Dorothea. Una bellissima domenica a Creve Coeur fu accolta positivamente dalla critica che, pur evidenziando che l'opera fosse ancora un work in progress, lo lodò per la sua tenerezza ed umanità. Williams continuò a lavorare sul testo e, dopo averlo intitolato A Lovely Sunday for Creve Coeur, lo mise in scena all'Hudson Guild Theatre dell'Off Broadway nel gennaio 1979, sempre con la regia di Hack e Knight nel ruolo della protagonista. Il resto del cast comprendeva: Peg Murray (Bodey), Charlotte Moore (Helena) e Jane Lowry (Sophie Gluck). Ancora una volta la critica apprezzò la dolcezza, onestà e compassione dell'opera, che rimase in cartellone dal 10 gennaio all'11 febbraio.
La prima italiana dell'opera fu messa in scena nel 1996 da Lorenzo Loris al Teatro Out Off di Milano, poi portato in una tournée nazionale l'anno seguente. Il cast comprendeva: Laura Ferrari, Camilla Frontini, Silvia Saban e Tatiana Winteler. Nel 2018 Una bellissima domenica a Creve Coeur è stata riproposta nell'Off Broadway di New York, in cartellone al Theater at St. Clement's Church dal 14 settembre al 21 ottobre. Austin Pendleton curava la regia e dirigeva un cast che annoverava Jean Lichty (Dorothea), Polly McKie (Sophie), Kristine Nielsen (Bodey) ed Annette O'Toole (Helena).